# Kyrkhult
Kyrkhult – miejscowość (tätort) w Szwecji, w regionie administracyjnym (län) Blekinge, w gminie Olofström.
Według danych Szwedzkiego Urzędu Statystycznego liczba ludności wyniosła: 980 (31 grudnia 2015), 952 (31 grudnia 2018) i 954 (31 grudnia 2019).